# Штуль-Жданович Олег Данилович
Оле́г Дани́лович Шту́ль (псевдоніми: О. Жданович і О. Шуляк; 14 липня (1 липня за ст.ст.) 1917, Лопатичі, Овруцький повіт, Волинська губернія — 4 листопада 1977, Торонто, Канада) — український політичний і військовий діяч. Член ОУН й ПУН. Після смерті Голови ПУН полковника А. Мельника, очолив ПУН й ОУН тим самим став третім Головою ПУН й ОУН.
Після розколу ОУН, залишився на стороні Голови ПУН полковника А. Мельника.
В'язень нацистського концтабору Заксенгаузен.
Відповідно до українського законодавства може бути зарахований до борців за незалежність України у ХХ сторіччі.

## Життєпис
Олег Штуль народився у селі Лопатичі, Овруцького повіту (нині Олевський район) на Житомирщині, Україна) в родині священника Данила Штуля. Його батько виступав за українізацію православної церкви на теренах Другої Речі Посполитої. Зокрема у своїй парафії в Сновидовичах повністю українізував церковні богослужіння, брав активну участь у роботі Почаївського з'їзду, через що зазнавав переслідувань з боку польської влади аж до початку Другої світової війни.
Закінчив Крем'янецьку духовну семінарію, навчався у Варшавському університеті. У студентські роки був активістом Української студентської громади, вступив до ОУН.
Із середини 1930-х підтримував дружні стосунки з Оленою Телігою та Євгеном Маланюком, що спричинилося до вибору дороги в політичному житті. Переїхавши до Праги, починає працювати в культурній референтурі ОУН, яку тоді очолював Олег Ольжич. Одночасно дописує в часопис «Вістник», який редагував Дмитро Донцов.
Під час Другої світової війни був одним з найближчих соратників О. Ольжича. Член похідних груп ОУН. В окупованому нацистами Києві в украй небезпечній атмосфері співпрацював з газетою «Українське слово».
Брав активну участь у створенні партизанських загонів на Волині, представник Голови ПУН й ОУН А. Мельника при штабі УПА «Поліська Січ». Став співредактором газети «Оборона України». Наприкінці 1943 р. потрапив у полон до гітлерівців, перебував у концтаборі Заксенгаузен.
Після війни знову розпочав активну націоналістичну діяльність: їздив по репатріаційних таборах, допомагаючи українським військовополоненим та втікачам, писав статті, займався організаційною роботою.
За рішенням ПУН через суд домігся повернення законному володарю захоплених комуністичними силами в Парижі приміщення редакції та друкарні «Українського Слова» і від 17 жовтня 1948 року відновив видання тижневика як органу ОУН.
У 1948–1977 рр. (з перервами) — головний редактор газети «Українське Слово» (Париж).
У 1955–1964 рр. — член Проводу ОУН.
Після смерті Голови ПУН А. Мельника в 1964 р. виконував обов'язки Голови ПУН.
У 1965, 1970 і 1974 рр., відповідно, на VI, VII і VIII ВЗУН був обраний Головою ПУН.
Належав до прихильників консолідації всіх українських національних сил на базі УНРади, став одним зі співзасновників СКВУ.
Помер у Торонто. Похований на кладовищі Саут-Баунд-Брук у США.

## Творчий доробок
Автор багатьох статей і теоретичних розвідок, частину з яких зібрано в книзі «Ціною крові» (1997 р.).
Окремі видання:
- Шуляк О. В ім'я правди. Дійсність про Українську Повстанчу Армію, «Dorrego», Буенос-Айрес: 1948 — 40 с.
- Жданович О. Крути. Крути зобов'язують! Пам'яті героїв // Крути: Збірка у пам'ять героїв Крут/Упор. Зінкевич О., Зінкевич Н. –К.: Смолоскип, 2008. — С. 238—246.
- Жданович О. На зов Києва (Олена Теліга). — Вінніпег: Орг. українок Канади, 1947. — 83 с.
- Штуль О. Трагічні дні у Києві // Україна. — 1992. — № 10. –С. 18-20.
- Штуль-Жданович О. Ціною крови. — Нью-Йорк — К. — Торонто: Вид-во ім. О. Теліги, 1997. — 592 с.

## Вшанування пам'яті
- 3 квітня 2015 року у місті Олевськ з'явилася вулиця Олега Штуля-Ждановича.
- 16 березня 2017 р. у Культурному центрі при посольстві України в Парижі відбувся вечір пам'яті з нагоди 100-річчя від дня народження Олега Штуля.
- 18 травня 2017 р. до 100-річчя від дня народження Олега Штуля у Волинському краєзнавчому музеї в Луцьку було відкрито виставку «Довге повернення в Україну».
- До 100-річчя від дня народження в Олевському народному краєзнавчому музеї встановлено інформаційний стенд про Олега Штуля.
- 15 вересня 2017 року в селі Лопатичі Олевського району встановлено меморільну дошку Олегу Штулю. Право відкриття якої було надано його сину Данилу.
- 15 вересня 2017 року в Олевську з нагоди 100-річчя від дня народження Олега Даниловича Штуля проведено історичний диспут з залученням відомих науковців та проведено Другий Всеукраїнський фестиваль патріотичної пісні «Олевська республіка», який йому присвячений.